# 10号誕生!仮面ライダー全員集合!!
『10号誕生! 仮面ライダー全員集合!!』（じゅうごうたんじょう かめんライダーぜんいんしゅうごう）は、1984年（昭和59年）1月3日9時から9時54分（JST）にTBS系列で放映された東映・毎日放送制作の特撮テレビドラマ作品である。
本作は、主に児童向けテレビ漫画雑誌にグラビア連載として企画された「仮面ライダーZX（ゼクロス）」を下地に映像化したもので、ゼクロス誕生の背景と、暗黒組織・バダンと対峙していくゼクロスを含む歴代ライダー10体の雄姿を描いた、昭和期の毎日放送制作による「仮面ライダー」シリーズで唯一の単発放送作品である。

## あらすじ
時空破断システムを完成させた悪の組織バダンは、世界を我が手中におさめんと行動を開始した。そのバダンに姉を殺され、自らも改造人間にされた村雨良は、バダンのアジトを叩き潰すべく時空破断システムに使われるエネルギー源として輸送されているバダンニウム84の行方を追ったが、そこで彼は同じ目的を持った異形の戦士たちと出会う。彼らこそ、自分たちと同じく改造人間の哀しみを背負った正義の戦士・仮面ライダーだった。バダン時代の親友・三影英介との宿命の戦いを経て、良は仮面ライダー10号としてバダンとの決戦に臨む。

## 用語
ライダーシンドローム
仮面ライダー1号から仮面ライダーZXまでの10人ライダーの力を結集させた技。円陣を組み、右手を輪の中心に向けてエネルギーを放出し、中心部から破壊パワーを放つ。
映画『平成ライダー対昭和ライダー 仮面ライダー大戦 feat.スーパー戦隊』
仮面ライダー1号から仮面ライダーJまでの昭和ライダーの力を結集させた技として登場。
小説『仮面ライダーEVE-MASKED RIDER GAIA-』
体が崩壊しかけていた門脇純（ガイボーグ）にエネルギーを注ぎ込む際に使用。この技により、門脇純は仮面ライダーガイアとして覚醒する。
スーパーライダーシンドローム
パチンコ『仮面ライダーフルスロットル』で、仮面ライダー1号から仮面ライダーストロンガーまでの栄光の7人ライダーが使用する必殺技。各敵幹部を粉砕する。
オペレーション・ライダーシンドローム
漫画『新 仮面ライダーSPIRITS』で、大首領JUDOによるバダンシンドロームの除去やJUDOの配下であるBADANとデルザー軍団の打倒を目的とした作戦。

## キャスト
- 仮面ライダーゼクロス / 村雨良[3] - 菅田俊
- 仮面ライダースーパー1 / 沖一也[3]  - 高杉俊价
- ライダーマン / 結城丈二[3]  - 山口豪久
- 海堂肇[3] - 柄沢英二
- 伊藤博士[3] - 大矢兼臣
- タイガーロイド / 三影英介[3] - 中屋敷鉄也
- 一条ルミ[3] - 三宅友美子
- 村雨しずか[3] - ふくしまとしえ
- 暗闇大使[3] - 潮健児
- 仮面ライダーV3 / 風見志郎[3] - 宮内洋

### 声の出演
- 仮面ライダー2号[3] - 佐々木剛[注釈 1]
- 総統[3] - 納谷悟朗
- 池水通洋
- ナレーター[3] - 中江真司

### スーツアクター
- 大野剣友会
  - 伊東勇治
  - 石塚伸之
  - 和久陣八
  - 仮面ライダーZX[出典 1] - 城谷光俊
  - 矢車武

#### ノンクレジット
- タイガーロイド[6] - 山口仁
- タイガーロイド[8] - 渥美博
- ライダーマン[9] - 唐沢寿明
- 仮面ライダースーパー1[出典 2] - 中屋敷鉄也
- 仮面ライダーストロンガー[12] - 新堀和男
- カマギリガン[13]、戦闘員コンバットロイド[13] - ショッカーO野

## スタッフ
- プロデューサー - 平山亨、阿部征司
- 原作 - 石森章太郎
- 連載 - テレビマガジン、たのしい幼稚園、おともだち、TVアニメマガジン、テレビランド
- 脚本 - 平山公夫
- 音楽 - 菊池俊輔
- 擬斗 - 大野幸太郎、岡田勝
- 監督 - 山田稔
- 撮影 - 松村文雄
- 照明 - 国本正義
- 美術 - 宮国登
- 進行主任 - 小迫進
- 助監督 - 岩清水昌弘
- 記録 - 栗原節子
- 計測 - 川合俊二
- 録音 - 太田克己
- 編集 - 菅野順吉
- 操演 - 船越幹雄
- 効果 - 大泉音映
- 装置 - 東映美術センター
- 装飾 - 大晃商会
- 衣裳 - 鷹志衣裳
- 美粧 - サン・メイク
- 現像 - 東映化学
- キャラクター制作 - レインボー造型企画
- 合成 - チャンネル16
- オートバイ協力 - 鈴木自動車
- 資料担当 - 青柳誠
- 製作 - 東映、毎日放送

## 主題歌
オープニングテーマ「ドラゴン・ロード」
作詞：石森章太郎 / 作曲：菊池俊輔 / 編曲：吉村浩二 / 歌：串田アキラ
前年のメディア展開の中で発表されたオリジナル曲で、本作品では主題歌として使用された。
また、時空破断システムによる攻撃に、10人ライダーがライダーシンドロームで対抗するクライマックスシーンでは、挿入歌としても使用されている。
エンディングテーマ「レッツゴー!! ライダーキック」
作詞：石森章太郎 / 作曲・編曲：菊池俊輔 / 歌：藤浩一、メール・ハーモニー
第1作『仮面ライダー』のオープニングテーマ。

## 挿入歌
「九人ライダー永遠に」
作詞：赤井圭 / 作曲・編曲：菊池俊輔 / 歌：水木一郎、こおろぎ'73
第7作『仮面ライダースーパー1』挿入歌より。
「ライダーアクション」
作詞：石森章太郎 / 作曲・編曲：菊池俊輔 / 歌：子門真人
第1作『仮面ライダー』の後期オープニングテーマにも採用された挿入歌。
「輝け！8人ライダー」
作詞：八手三郎 / 作曲：菊池俊輔 / 編曲：武市昌久 / 歌：水木一郎、ザ・チャープス
第6作『仮面ライダー (スカイライダー)』挿入歌より。

## 制作
1982年から児童誌記事を中心に雑誌媒体で展開した『仮面ライダーZX』の映像化作品である。
東映の平山亨プロデューサーの定年退職を記念した作品でもあり、サブプロデューサーに阿部征司、アクションを大野剣友会が担当している他、監督は山田稔、ナレーションは中江真司、音楽は菊池俊輔といった従来のスタッフによる、最後の仮面ライダー作品となった。後に『仮面ライダーBLACK』以降の仮面ライダーシリーズの製作を一手に担うこととなる東映テレビプロの制作による初のテレビ作品でもあり、当時に現存していた旧来の効果音を交えつつ、『バトルフィーバーJ』以降のスーパー戦隊シリーズなどを担った大泉音映が効果音を入れた。
キャストについては、風見志郎（仮面ライダーV3）、結城丈二（ライダーマン）、沖一也（仮面ライダースーパー1）はオリジナルキャストである宮内洋、山口豪久、高杉俊介が演じている。だが、変身シーンは劇中で村雨良に見せた過去作品のVTRで描かれるのみである。本作品が遺作となった山口は撮影当時、すでに癌に冒されており、体調の悪い中での出演だったという。仮面ライダー2号は、過去作品で一文字隼人を演じたオリジナルキャストの佐々木剛が声を担当したが、変身前の姿は見せなかった。仮面ライダー1号、仮面ライダーX、仮面ライダーアマゾン、仮面ライダーストロンガー、スカイライダーは変身後のみの登場となり、声も声優によるものである。
スーツアクターについては、ライダーマンは無名時代の唐沢寿明（当時の名義は「唐沢潔」）が担当した。かつて山口が自分でも担当していたスーツアクターの代役を担当するに際し、唐沢は山口のビデオを徹底的に観て結城の表情や動きを研究した。このことが役者の基本となった唐沢は、「命をかけた山口さんの事を考えたら、俳優業でどんな事があったって平気だ」と強い影響を受けており、後年のテレビドラマ『ヒーローを作った男 石ノ森章太郎物語』に出演する際やバラエティ番組『帰れマンデー見っけ隊!!』の「帰れま10」に出演した際には、本作品でライダーマンを担当していたことを明かしている。
ヒロインである一条ルミ役には東映俳優センターに所属していた高校生の三宅友美子が起用されたが、阿部は「菅田とのバランスを考えるとちょっと稚すぎる感じであった」と述べている。
怪人については、バダンの所属者たちとは別にデストロンのカミソリヒトデ、ゲドンの獣人大ムカデ、ネオショッカーのガメレオジン、ドグマのカマキリガンなどを登場させ、過去のシリーズとの関連性を印象づけた。オープニング映像は、主に『仮面ライダー 8人ライダーVS銀河王』から流用している。
本作品の劇中音楽は新たに制作されていない。そのため、『仮面ライダー』から『仮面ライダースーパー1』までの劇伴や、挿入歌では1号からスーパー1の名乗りシーンに使用した『スーパー1』の「九人ライダー永遠に」、クライマックスの戦闘シーンに『仮面ライダー』の「ライダーアクション」と『仮面ライダー (スカイライダー)』の「輝け! 8人ライダー（水木一郎版）」と過去に菊池が手がけた楽曲が多く流用されている。
村雨が乗っているバイクは、菅田俊の愛車だった。
擬斗については、大野剣友会のこれまでの業績を讃える意味合いから創設者である大野幸太郎と岡田勝の連名となっているが、撮影当時の大野は体調不良であったこともあり、実際は岡田が単独で担当している。平山は『仮面ライダー』初期の撮影現場で見た大野の気迫をもう一度見たいと、大野に無理に殺陣師を依頼したという。ZXのスーツアクターには、大野剣友会が擬斗を担当した特撮テレビ番組『アンドロメロス』に参加した城谷光俊が抜擢された。歴代仮面ライダーを演じてきた中屋敷鉄也は、素面の俳優として村雨のライバル・三影英介を演じたほか、自ら志願して仮面ライダースーパー1のスーツアクターも務めた。クライマックスとなる下久保ダムのロケでは、剣友会以外も含めてシリーズに参加した多くのメンバーが参加した。各ライダーのマスクは『スーパー1』登場時のものを改修している。
企画書でのタイトルは『10人の仮面ライダー大決戦』であった。決定稿では、歴代仮面ライダーの紹介シーンの一部はバダンが仮面ライダーの分析を行っているという扱いであった。

## 映像ソフト化
- 2004年11月21日にDVD「仮面ライダースペシャル」が東映ビデオより発売された。

## 関連作品
- 仮面ライダーZX
- 仮面ライダー10号誕生記念・石森章太郎のオールナイトニッポン
- 仮面ライダーSPIRITS